# Bni Yagrine
Bni Yagrine  (in arabo بني ياكرين‎?) è un centro abitato e comune rurale del Marocco situato nella provincia di Settat, regione di Casablanca-Settat. Conta una popolazione di 13 031 abitanti (censimento 2014).